# Union des femmes d'Abeokuta
Pour les articles homonymes, voir Union des femmes.
L'Union des femmes d'Abeokuta est une association féminine nigériane née peu après la fin de la Seconde Guerre mondiale.

## Histoire
En 1946, dans la ville d'Abeokuta au Nigeria, des tensions fortes opposent les forces coloniales aux marchandes du marché. En effet, les Anglais réquisitionnent le riz que vendent ces femmes, au prétexte qu'elles refusent de leur vendre. Des associations féminines existaient avant 1946 et avaient déjà fait part de leurs désaccords avec les Anglais. Cependant après-guerre, des divisions entre groupes féminins et la mort de leur porte-parole nuisent à l'expression de la colère des femmes. L'enseignante nationaliste Funmilayo Ransome-Kuti parvient à faire taire les divergences et à rassembler les groupes dans l'Union des femmes d'Abeokuta (« Abeokuta Women's Union »). Cette association est issu par renommage d'un club qu'elle avait créé  en 1923, l’Abeokuta Ladies Club, dont elle a progressivement étendu le recrutement et réorienté l'action initialement assez élitiste en faveur de l'alphabétisation. 
Sous sa direction, l'association compte jusqu'à 20 000 membres qui sont d'origines diverses : citadines et paysannes, lettrées et analphabètes, chrétiennes ou musulmanes... Le yoruba devient la langue de communication en raison de l'élargissement géographique du recrutement, et ses membres s'opposent lors de cortèges aux impositions directes, à la corruption du système juridique colonial et à la brutalité des réquisitions menées par les autorités. L'action continue de ces femmes aboutit à des résultats importants. En effet, le roi Alake Ademola II, qui était encore une autorité reconnue par les Anglais, est contraint à l'exil, les femmes sont libérées des taxes et elles obtiennent le droit de siéger dans les instances locales.